# Чинто Каомађоре
Чинто Каомађоре је насеље у Италији у округу Венеција, региону Венето.
Према процени из 2011. у насељу је живело 2448 становника. Насеље се налази на надморској висини од 11 м.

## Становништво
Према резултатима пописа становништва 2011. у општини је живело 3.285 становника.
| 1951. | 1961. | 1971. | 1981. | 1991. | 2001. | 2011. |
| ----- | ----- | ----- | ----- | ----- | ----- | ----- |
| 3.310 | 3.028 | 2.939 | 3.139 | 3.137 | 3.168 | 3.285 |